# بختیار دویشوبکوف
بختیار دویشوبکوف (قرقیزی: Бактыяр Дүйшөбеков؛ زادهٔ ۳ ژوئن ۱۹۹۵) بازیکن فوتبال اهل قرقیزستان است.
از باشگاه‌هایی که در آن بازی کرده‌است می‌توان به باشگاه فوتبال عبدیش-آتا قند اشاره کرد.
وی همچنین در تیم ملی فوتبال قرقیزستان بازی کرده‌است.